# 龍泉寺 (余姚市)
龍泉寺（りゅうせんじ）は、中華人民共和国浙江省寧波市余姚市にある仏教寺院。

## 歴史
龍泉寺は東晋の咸康2年（336年）に建立された。唐の咸通2年（861年）、懿宗により「龍泉寺」の額を賜った。清の光緒元年（1875年）は大雄宝殿を再建した。1949年より後、西配殿・観音閣・山門・前殿を増築した。1997年3月、余姚市人民政府は仏寺を余姚市文物保護単位に認定した。

## 伽藍
山門、前殿、大雄宝殿、西配殿、観音閣